# Сатья Саи Баба
Са́тья Са́и Ба́ба (англ. Sathya Sai Baba, телугу సత్య సాయి బాబా; имя при рождении — Сатья Нараяна Раджу; 23 ноября 1926 — 24 апреля 2011) — неоиндуистский религиозный лидер и гуру. Почитается своими последователями как чудотворец, аватара, воплощение Бога в индуизме.
Сатья Саи Баба был одной из самых заметных и противоречивых фигур в индийской духовной, социальной и политической жизни, он привлёк большое число последователей из средних и высших слоёв общества, в том числе «наиболее богатых, образованных и подверженных влиянию западных идей» индийцев: от президентов и премьер-министров до известных артистов. Шри Сатья Саи Баба создал миллиардную финансовую империю.
Национальная ассамблея Венесуэлы назвала Бхагавана Шри Сатью Саи Бабу в своей декларации Махатмой, наряду с Махатмой Ганди и Матерью Терезой. В 2002 году парламент Великобритании обсуждал вопрос об обвинениях в сексуальных злоупотреблениях в адрес Сатья Саи Бабы в связи с потенциальной опасностью для детей британских последователей, которые могут оказаться наедине с Сатья Саи Бабой во время так называемого интервью в его ашраме. Помимо многочисленных приверженцев у Сатья Саи Бабы были и критики из числа бывших последователей по всему миру.

## Биография

### Детские годы и провозглашение миссии
Шри Сатья Саи Баба родился 23 ноября 1926 года в небольшой деревне Путтапарти (округа Анантпур штата Андхра-Прадеш, Южная Индия) в семье потомственных актёров. Его назвали Сатья Нараяна Раджу. Первоначальное религиозное образование получил у своего деда — Кондамы Раджи.
Он учился в школе Ураваконде, с детства знал английский язык, а также был активистом бойскаутского движения, увлекался театральным искусством, музыкой, поэзией и актёрским мастерством. Говорили, что в 8 лет Саи Баба писал оперы. В 10 лет Саи Баба организует в деревне группу «Пандари Бхаджан» из 16-18 ребятишек, чтобы выступать с прославлениями Саи Бабы из Ширди. А в 12 лет, под руководством своего учителя Шри Тримы Раджу, написал пьесу. О нём рассказываются самые удивительные истории, например о том, что маленькому Сатье неоднократно удавалось материализовать для заболевших друзей редкие лекарственные растения, произрастающие только в Гималаях. 8 марта 1940 года считается началом его восхождения как религиозного деятеля. Тогда, на следующий день после всеиндийского праздника Великой Ночи Шивы (Маха-Шиваратри) около 7 часов вечера Саи Бабу, по его словам, ужалил в ногу большой чёрный скорпион, в результате чего он испытал состояние, близкое к коме, хотя позднее отрицал, что это был именно скорпион. В течение двух месяцев его мучили сильные боли и он периодически терял сознание. После этого у Сатьи возникли, по мнению окружающих, способности к целительству и предсказаниям. Хотя родители считали, что в мальчика вселился злой дух и даже приглашали экзорцистов. Сообщают, что он начал цитировать изречения на санскрите, которого он раньше не знал.
Четверг 23 мая 1940 года считается днём начала публичных чудесных представлений Сатья Саи Бабы. Собрав близких и соседей, он вручил им сладости и цветы, добытые «из ниоткуда», и объявил: «Я больше не ваш Сатья. Я — Саи Баба. Я из рода Бхарадваджа, и явился, чтобы отвратить все ваши беды». Сказав это, он «собрал из воздуха» пригоршни вибхути и рассыпал его во все стороны. Затем взял из корзины горсть цветов жасмина и бросил на пол: «Смотрите». И присутствующие увидели, как упавшие цветы образовали слова «Саи Баба» на телугу (язык штата Андхра-Прадеш). Он провозгласил себя аватаром, а также перевоплощением (реинкарнацией) индийского святого Шри Саи Бабы из Ширди (умер в 1918 году), проповедника равенства людей и сторонника единства мусульман и индусов. 20 октября 1940 года 14-летний Сатья Нараяна Раджу объявил, что покидает родителей и брата, так как его преданные ждут его: «Я ухожу. Я больше не принадлежу вам. Отныне я принадлежу всему миру. Майя (иллюзия) спала. Мои последователи ждут меня. Мне предстоит большая работа. Я не могу больше оставаться здесь». И, оставив родительский дом, приступил к выполнению своей миссии.

### Юность и зрелые годы
Оставив свою семью, он долго путешествовал по Южной Индии. С 1952 по 1957 год молодой Сатья Саи Баба совершает множество поездок по стране, посещая священные места Индии, включая Варанаси, Айодхью, Аллахабад, Лакнау, Тирупати, Хайдерабад, Майсур, Нилгири, Коимбатур, Мадурай, Каньякумари, Мадрас, Бомбей, Дели, Харидвар, Ришикеш и другие города, навестив, в том числе и ашрам Свами Шивананды.
В 1950 году он основал свой первый ашрам у себя на родине, в тогда ещё деревне Путтапарти, который назвал «Прашанти Нилаям» («Обитель Великого Мира»), ставший ныне главным центром духовного движения Сатья Саи Бабы. В 1954 году он организовал в Путтапарти первую небольшую бесплатную больницу. В 1957 году в Венкатагири состоялась 9-я Всеиндийская духовная конференция, выступая на которой Сатья Саи Баба заявил с трибуны, что человек должен трансформироваться от религиозной или духовной жизни к божественной жизни. В 1963 году Сатья Саи Баба перенёс первый инсульт. После выздоровления Сатья Саи Баба выступил с лекцией, объявив, что он возродится как Према Саи Баба в соседнем штате Карнатака. В 1968 году Сатья Саи Баба совершил свою единственную зарубежную поездку в Кению, Уганду и Танзанию. В 1970-е годы реализуются несколько образовательных проектов: в Путтапарти и Бриндаване открываются средняя школа, колледж и Университет высших знаний, а также аудитория Пурначандра в Прашанти Нилайям. Продолжаются поездки Сатья Саи Бабы по стране, он посещает Дели, Джайпур, Бомбей, Пуну, Мадрас, Хайдерабад, Амритсар, а также штаты: Кералу, Пенджаб, Гуджарат, Харьяну, Джамму и Кашмир, Химачал-Прадеш и другие. В начале 80-х годы Сатья Саи Баба начинает читать ежегодный курс лекций «Летние ливни Бриндавана», готовит к изданию серию своих книг «Вахини». В 1981 году, на 3-й Всемирной Конференции был принят Устав Организации Сатья Саи. В 1985 в Путтапарти открывается Планетарий, а в 1990 — Музей всех религий. В 1991 году начинает приём первых пациентов больница Super-Speciality Hospital, а также открывается Медицинский научно-исследовательский институт. Super-Speciality Hospital финансировался одним из американских последователей и был бесплатным для местных жителей.

### Покушение на убийство
6 июня 1993 года четыре бывших студента одного из колледжей Саи Бабы — Суреш Кумар (28 лет), Джаганнатан, Суреш Прабху (около 37 лет), и Саирам (22 года), вооружённые ножами, ворвались в спальню Саи Бабы в ашраме Прашанти Нилайам. Саи Баба остался невредим, но были убиты его шофёр Радхакришна (45 лет) и повар Саи Кумар Махаджан. Четверо нападавших также были застрелены полицией, как предполагают, после допроса. Двоим участвовавшим в подготовке покушения удалось скрыться, но спустя месяц они были схвачены полицией. Некоторые обстоятельства этого происшествия до сих пор неясны. Оставшиеся в живых нападавшие рассказали следователям, что у них не было намерения убить Саи Бабу, они только хотели сообщить ему о неких членах Саи-Траста, которые хотели узурпировать его полномочия.
Другую версию события излагает инженер из Чикаго Гарри Сэмпет, бывший добровольный член отдела безопасности ашрама Саи Бабы с 1992 по 1995 год. Он сообщил, что нападавшие были забиты насмерть толпой, состоявшей примерно из 60 человек, а затем полиция выстрелила в уже мёртвые тела. Отмечается, что такой исход был предопределён тем, что Саи Баба имел тесные связи с местной полицией, а тогдашний глава полиции однажды сам был личным водителем Саи Бабы. Один из известных критиков Саи Бабы индийский скептик и рационалист Басава Премананд, отмечает:
Центральное правительство прекратило расследование, потому что если бы расследование состоялось, то многие вещи выплыли бы наружу, такие как экономические преступления и преступления полового характера. Однако Саи Баба как ключевой свидетель не был допрошен.

### Последние годы и кончина
В 2003 году, после перелома бедра, Сатья Саи Баба частично теряет подвижность, и в дальнейшем он будет появляться на даршанах на специальном кресле или машине. В 2005 году разразился скандал, вызванный трансляцией корпорацией «Би-би-си» документального фильма «Секретный Свами» (Secret Swami), в котором освещались обвинения в адрес Сатья Саи Бабы. Фильм транслировался во многих странах мира, включая и Индию. Сам Сатья Саи Баба игнорировал эти обвинения, называя их «карканьем ворон», но в суд на «Би-би-си» не подавал. В 2006 году в Путтапарти при участии президента Индии Абдула Калама открывается Дворец спорта. В ноябре 2008 года в Прашанти отмечается праздник «1000 лун Сатья Саи» (1000 лунных месяцев), на котором Сатья Саи Баба выезжает на золотой колеснице.
23 ноября 2010 года Сатья Саи Баба отмечал своё 85-летие (по восточной традиции к годам от рождения добавляется ещё год, проведённый в утробе матери). В конце марта 2011 года 84-летний Сатья Саи Баба был госпитализирован из-за сердечного приступа в один из своих медицинских центров, где по прошествии трёх недель 24 апреля 2011 года скончался, не приходя в сознание. Причиной смерти стала сердечная недостаточность (первый инсульт Сатья Саи Баба перенёс в 1963 году), а также болезнь лёгких и почек. Сам он заявлял, что умрет в возрасте 96 лет (в 2022 году).
Тело Сатья Саи Бабы было захоронено в мандире ашрама с большим почётом, в присутствии большого собрания политических деятелей Индии. Саркофаг Сатья Саи Бабы был с почестями накрыт национальным флагом Индии. Во время проведения последних ритуалов прозвучал оружейный салют из 21 залпа. На церемонии похорон, транслируемой по индийскому телевидению, присутствовали губернатор и главный министр штата Андхра-Прадеш. В траурных мероприятиях участвовали высшие руководители Индии, включая премьер-министра Манмохана Сингха и главу правящего Объединённого прогрессивного альянса и ИНК Соню Ганди. Всего проститься с Сатья Саи Бабой пришло около 500 тысяч человек. По данным Генерального консульства РФ в Ченнаи, на похоронах Сатья Саи Бабы звучали не только индуистские, но и буддистские, мусульманские, христианские, иудаистские, сикхские и бахаистские молитвы.
Далай-лама XIV в своём соболезновании назвал Сатья Саи Бабу почитаемым духовным лидером.
Национальная ассамблея Боливарианской Республики Венесуэлы выразила духовное единство с правительством и народом Республики Индия по случаю смерти Сатья Саи Бабы. В церемонии прощания с Сатья Саи Бабой принял участие Генеральный консул России в Южной Индии Н. А. Листопадов. Он выразил искреннее сочувствие ведущему министру Правительства штата Андхра-Прадеш, лидеру фракции ИНК в местном парламенте Гите Редди и подчеркнул признательность россиян Сатья Саи Бабе за тёплое отношение к России и его российским последователям. Г. Редди отметила, что Сатья Саи Баба был большим другом России. Чрезвычайный и полномочный посол Российской Федерации в Индии Александр Кадакин в своём обращении в связи с кончиной Сатья Саи Бабы высоко оценил его вклад в сохранение гражданского мира и установление крепких дружеских отношений между российским и индийским народами, их духовное и культурное сближение. Сатья Саи Баба никогда не был женат и не имел детей.

## Учение Сатья Саи Бабы
Сатья Саи Баба активно выступал с лекциями на родном языке телугу, которые параллельно переводили на английский. Позже тексты выступлений с его одобрения издавались на других языках, включая русский. Вместе с тем целостное изложение учения Сатья Саи Бабы в виде отдельного издания отсутствует. В своих лекциях Сатья Саи Баба обращается к опыту мировых религий и приводит примеры историй из священных писаний индуизма: «Рамаяны», «Бхагавад-гиты», «Махабхараты».

### Общие положения
Учёные относят учение Сатья Саи Бабы к направлению нью-эйдж, а также к модернизированному индуизму, а самого Сатья Саи Бабу называют нео-гуру. Учение Сатья Саи Бабы базируется на представлениях Адвайта-веданты (а-двайта — дословно «недвойственность», «не-дуализм»), которая утверждает, что в основе мира лежит Брахман (Абсолют), не имеющий ни начала, ни конца, в то же время духовная сущность человека, воспринимаемая как единое сознание и называемая Атманом, согласно адвайте, считается тождественной Брахману. Сущность предельной религиозной задачи человека состоит в осознании этого тождества, чему мешают ложные оболочки, стереотипы, материальные наслоения, обобщаемые термином майя. В духе адвайта-веданты Сатья Саи Баба разделяет мир на мир истинный и мир иллюзорный, которые раскрывают себя как частичные проявления одного и того же неделимого Сознания. Эти миры не отгорожены друг от друга непроницаемой стеной, они дополняют друг друга, объединяясь в Единую Полноту. Индивидуальные души (дживы) для Сатья Саи Бабы — это дополнения, возникающие из Целого (Парабрахмы).
А. Л. Дворкин отмечает, что учение Сатья Саи Бабы построено на антропологии монизма, поскольку Сатья Саи Баба прямо заявлял, что: «Мы по природе своей не ограничены временем и пространством, ибо наша подлинная сущность безгранична, неизменна и непреходяща. …Наше подлинное бытие суть бесплотное состояние чистой любви к ближнему». Однако, несмотря на постоянный упор Сатья Саи Бабы на единосущность человека и Абсолюта, он в то же время постоянно настаивал на своей исключительности и качественном отличии от «просто святых», поскольку считал, что с помощью неких усилий сумел раскрыть в себе божественную сущность. Знание, которое позволяет нам понять мир как Единое, Сатья Саи Баба называет Видьей. Видья — внерациональное знание, сверхрациональная интуиция, рассеивающая незнание (авидью) и являющаяся непосредственной причиной духовного просветления. Видья — знание Истины — имеет два аспекта: Баахья Видья и Брахма Видья. Баахья Видья обеспечивает всеми необходимыми средствами для поддержания жизни, даёт знание об окружающей человека действительности, Брахма Видья — это высшее знание, оно позволяет познать Всесущность, Абсолют, Парабрахму и ведет к освобождению. При помощи такого знания человек понимает, что Космос — это проявление Божественной игры, место его пребывания, а поэтому к миру не должно быть собственнических чувств.
Образование предполагает не знание научных концепций и гипотез, как в западной науке, а знание, почерпнутое из древности. Первоначально его через откровение обрели риши, божественные мудрецы. Потом это знание изложено в Веданте — древних ведических текстах. Для современного человека основными источниками божественных знаний являются Упанишады, Брахма-Сутра и Бхагавадгита. Своими предшественниками в развитии идей духовной интеграции Сатья Саи Баба и его последователи в России считают Елену Блаватскую и её «Теософское общество»; Ральфа Эмерсона, Генри Topo и движение «Трансцендентализм»; Уильяма Эллери Чаннинга и «Унитаризм»; Рудольфа Штейнера и его «Антропософию»; Рене Генона, Бала Тилака, Ананда Кумарасвами, Юлиуса Эвола, Мирча Элиаде, Германа Вирта и «Традиционализм»; Карла Густава Юнга и учение о «Коллективном бессознательном»; Шопенгауэра, Шпенглера, Льва Толстого, Арнольда Тойнби, Хаксли, Германа Гессе, Франклина Меррел-Вольфа, Дайсэцу Судзуки, Алана Уотса, Томаса Мертона, Даниила Андреева, Кришнамурти, Рамакришну, Ауробиндо, Парамаханса Йогананду, Махариши Махеша, Шри Чинмоя, Мехер Бабу и других деятелей религии и культуры. Наиболее прогрессивными из религиозных движений XX в. они считают религию Бахаи, экуменизм и суперэкуменизм, Аджорнаменто, а также те формы йоги и веданты, которые не имеют свойственного традиционному индуизму этноконфессионального характера.
Значительное место в печатных публикациях организации Сатья Саи Бабы уделяется параллелям между христианством и учением Сатья Саи Бабы. Описание жизни Сатья Саи Бабы изобилует ссылками на Евангелие с целью воздействовать, как считает А. Л. Дворкин, с помощью этих аллюзий на сознание посетителей и приверженцев с Запада воспитанных в христианской культуре. Русская религиозная и философская культура находит также своё место в учении и самого Сатья Саи Бабы и в культуре его последователей по всему свету. Примечательно, что среди литературы, активно используемой в организации Сатья Саи Бабы и ею распространяемой, есть в том числе ряд произведений русской религиозной философии. Так, в 1998 г. на всемирной конференции руководителей центров своей Организации Сатья Саи Баба рекомендовал в качестве лучшего пособия по джапе (бормотание, шептание — означает многократное повторение мантры или имени Бога с целью сосредоточения на его сущности) популярную в православии книгу «Откровенные рассказы странника духовному своему отцу». Кроме этого, следует указать на популярность Льва Толстого и Махатму Ганди, проповедовавших идеологию ненасилия. В своих выступлениях он призывал любить родную страну, искренне уважать людей других рас, национальностей и вероисповеданий. Как пишет The New Indian Express, он часто говорил:
Я пришёл не нарушить или уничтожить веру, но утвердить каждого в своей вере, так что христианин становится более хорошим христианином, мусульманин — более хорошим мусульманином и индуист — более хорошим индуистом.

### Цель человека
Сатья Саи Баба учил, что основа человеческой природы божественна. Именно пробуждение в человеке присущей ему божественной сущности Сатья Саи Баба и считал своей главной миссией на земле. Целью жизни человека является осознание этой божественности и восстановление прямого пути к Богу. Этого можно добиться, ведя моральный образ жизни, бескорыстно служа всем людям, особенно нуждающимся, и развивая в себе любовь и уважение ко всем формам жизни. Бог — это человек минус желание, говорит Сатья Саи Баба. Желания не позволяют человеку прямо идти по пути к божественности и, в первую очередь, осознать единство всех людей, принадлежность к одной «касте». Поднять человеческое сознание выше существующего синдрома гнева, ненависти, насилия и войны и спасти мир от беды можно только возрождением братства человечества через Веды, Шастры и все религии с их благой вестью дхармы (справедливости) для освобождения человеческой расы из Колеса Сансары (цикла рождения и смерти, вызванного прегрешениями в прошлых жизнях). Сатья Саи Баба призывает уважать различия между верами и признавать их действенность до тех пор, пока они не гасят пламя единства.
Настоящая цель поиска Истины — освобождение себя. Для этого человеку необходимо вырваться из «объятий» эго, упорно культивируемое современной западной цивилизацией. Персоналистское сознание также выступает препятствием для освобождения из оков иллюзии. «Личный Бог, отдельные личности (дживы) и объективный мир (понимаемый как пракрити) должны перестать существовать в развитом сознании человека». Тогда перестанет существовать вся иллюзорная действительность, между людьми не будет различения на личности, все поймут, что они суть одно единый Атман. Человек должен отбросить объективное знание о мире и о себе как объекте, только в этом случае можно понять свою сущность. В человеке заключён бессмертный Дух, Атман, искра Божественности. Сатья Саи Баба настаивает на том, что природа человека не представлена одним только материальным телом, он имеет тонкие тела, одно из которых джива-атма, индивидуализированная Атма или «Я». Это индивидуализированное «Я» вечно, не имеет ни начала, ни конца, не рождается и не умирает.
Веру Сатья Саи Баба трактует как желание познать Бога, любить Бога и быть любимым Богом. Преданность он связывает не только с Божественной любовью, но и со служением Богу. Служение Сатья Саи Баба понимает как деятельность в мире, которая должна быть реализацией долга, но пребывать в духе непривязанности. Путь духовного преобразования — это Санатана-дхарма, те предписания и правила, которые необходимы для сохранения человека в добытом им наивысшем статусе среди животных и живых существ. Санатана-дхарма невозможна без практики садханы. Садхана — это процесс или средство достижения духовных целей. Как процесс садхана представляет собой не только стадии достижения целей внутри него самого, она также связана с четырьмя ашрамами-дхармами как определёнными этапами жизни человека. Сатья Саи Баба не требует от своих последователей достижения санньясы (санньяса — одна из высших ступеней аскезы в индуизме) для обретения свободы. Человек может оставаться домохозяином и достичь освобождения, единения с Брахманом.

### Этика
В основе этики Сатья Саи Бабы лежит учение о пяти этических принципах: Сатье (Истине), Дхарме (Праведности), Шанти (Умиротворения), Преме (Любви) и Ахимсе (Ненасилии). Все 5 принципов считаются в учении общечеловеческими, они же составляют основу садханы, направленной на то, чтобы человек смог развить в себе божественное начало и возвыситься до подлинно божественного уровня. Согласно распространённым в индуизме воззрениям само лишь присутствие человека, строго соблюдающего ахимсу, гасит агрессивность тех, кто находится рядом с ним. Особое место в ряду этических ценностей занимает «любовь, базирующаяся на осознавании Единого Атмана». Согласно учению Сатья Саи Бабы, любовь способна решить все проблемы мира. В речах Сатья Саи Бабы постоянно повторяются призывы к вегетарианству и здоровому образу жизни. Так, Сатья Саи Баба категорически запрещает своим последователям потребление мяса, спиртных напитков и курение. Из овощей не рекомендуются те, что растут под землёй, но предпочитаются растущие на поверхности (объясняется это тем, что они получают от солнца больше энергии и поэтому более подходят для людей, занимающихся духовной практикой).

### Учение об аватарах
Само учение Сатья Саи Бабы называется Санатана-дхармой (Вечным Учением — индийское самоназвание того, что принято обозначать термином индуизм). Все религии считаются по сути тождественными религии Сатья Саи Бабы, причём между мировыми религиями в историческом плане выстраивается определённая линия родства: «Веды — отец, Буддизм — сын, Христианство — внук, а Ислам — правнук». Этот принцип учения оказывается особенно успешным в миссионерской работе — значительную часть поклонников Саи Бабы составляют люди, считающие себя приверженцами всевозможных религий, и их присутствие среди поклонников Саи Бабы всячески приветствуется.
В соответствии с учением Сатья Саи Бабы Единый бестелесный Бог воплощается на Земле, когда человечеству грозит опасность. Каждое из воплощений выполняет определённую миссию, а потому наделено разными силами и способностями. Учение о воплощениях (аватарах) бога Вишну является одним из центральных в индуизме, и Сатья Саи Баба утверждает, что нет никакого различия между появлениями Бога в виде Рамы, Кришны или Саи. «Рама пришёл взрастить корни истины и справедливости, затем Кришна лелеял саженцы мира (покоя) и любви. Саи — нынешний аватар — пришёл наделённым абсолютной космической силой (властью) ради спасения дхармы (справедливости) от анти-дхармы», — провозглашает Сатья Саи Баба.
Сатья Саи Баба заявлял, что имеет три воплощения: Ширди Саи Баба, Сатья Саи Баба и Према Саи Баба. А также, что является аватаром Шивы и Шакти. Предыдущий аватар, Ширди Баба, прожил жизнь мусульманского святого в деревне Ширди и умер в 1918 году. Своей жизнью и деятельностью Ширди заложил основу индусско-мусульманского единства в Северной Индии, тем самым предрекая объединение всего человечества в единую «касту», и дал людям послание о том, что долг — это работа. Перед смертью он предсказал, что вновь родится спустя 8 лет в качестве Сатья Саи Бабы. Миссия нынешнего аватара, Сатья Саи Бабы, состоит в том, чтобы заставить каждого осознать, что Бог или Божественность находится в каждом.
Сатья Саи Баба заявлял, что в возрасте 96 лет (в 2022 году) он покинет своё физическое тело и воплотится вновь через 8 лет в деревне Мандья в Карнатаке. Он будет известен как Према Саи Баба и закончит миссию из цикла трёх воплощений. Према Саи Баба, третий аватар, будет распространять благие («евангельские») вести о том, что не только Бог пребывает в каждом, но также что каждый — это Бог. Это будет заключительная мудрость, которая позволит каждому идти к Богу. Три аватара несут тройное послание служения, поклонения и мудрости. В представлениях учения Сатья Саи Бабы о будущем мира в целом преобладает оптимистичный гуманистический настрой, поскольку, в отличие от представления в традиционном индуизме о современной эпохе как о кали-юге (железном веке, сопровождающимся большим оскудением добродетели в мире), поклонники Сатья Саи Бабы считают, что человечество уже успело побывать на самой глубине нравственного упадка. С середины XIX века, то есть с пришествия Саи Бабы Ширди, на земле началось духовное возрождение и рано или поздно все человечество должно оказаться в их организации, после чего прекратится сансара, то есть мир как череда перерождений. При этом люди обязаны способствовать ускорению этого процесса, спасая каждый сам себя.

### Жизнь как божественная игра
Каждый человек согласно учению Сатья Саи Бабы есть «воплощение Божественного Атмана», а мир является иллюзией, представляющей собой результат «божественной игры» (лилы). Тем не менее единственной достоверной реальностью является лишь Бог, под которым в данном случае выступает сам Сатья Саи Баба. И поэтому делается особый упор на «игровую» составляющую божественной космогонии: «Бог создал мир как игру (лила) для Себя». Отсюда делается вывод, что главный «Игрок» осуществляет свою деятельность в мире, оставаясь не подверженным влиянию кармы. Поэтому Сатья Саи Баба утверждал, что секрет счастья состоит в участии в повседневной деятельности и вместе с тем осознании, что это всё просто «игра». В то же время желающие осознавать «игру» должны направлять свои действия «законом праведного поведения» (дхармой). Дхарма, прежде всего, означает — вера в Атмана (то есть «Высшее я»), уклонение от страстей (раджас) и даже преодоление бесстрастия (саттва).

### Учение Сатья Саи Бабы на Западе
Распространение учения Сатья Саи Бабы и появление движений и организаций его адептов на Западе началось после того, как в 1967 году в Калифорнийском университете в Санта-Барбаре был прочитан курс лекций о Сатья Саи Бабе. Затем толчок развитию движения последователей Саи Бабы дало распространение и показ видеофильмов, которые в США завезла Индра Деви, которая была горячей поклонницей Саи Бабы и считала, «что всякий, кто хотел бы самолично испытать эффект присутствия Христа, Будды и Кришны, должен поехать к Сатья Саи Бабе, потому что он — их живое воплощение». Также дополнительное внимание к Саи Бабе привлёк Джон Леннон, посетивший ашрам в Путтапарти. К концу 1970-х годов страны Северной Америки и Западной Европы покрыла сеть центров, организаций и филиалов Сатья Саи Бабы.

### Учение в России
В России первые группы, организации и центры последователей Сатья Саи Бабы появились в первой половине 90-х гг. XX века. Основными городами, в которых они возникли, были Астрахань, Волгоград, Воронеж, Москва, Санкт-Петербург, Хабаровск. Собрания членов саибабитских организаций проходили в выходные дни. Например, в Москве ячейка составляет 100—150 человек, из которых 40 являются старожилами. Общее число членов в России не превышает 5 тысяч человек. Также проходят собрания на квартирах членов. Последователи Сатья Саи Бабы в России пытаются участвовать в образовательных программах в образовательных учреждениях, в том числе и с нарушением конституционного принципа светскости. Так, воспитательница одного московского детского сада, будучи последовательницей Сатья Саи Бабы, пыталась проповедовать среди подопечных, но по настоянию родителей её противоправная деятельность была пресечена правоохранительными органами.

### Встраиваемость в процесс современной глобализации
Религиозное учение Сатья Саи Бабы отвечает современной тенденции к глобализации. Содержательно учение Сатья Саи Бабы уже значительно приближено к специфике европейского сознания, тем более, что основным языком организации является английский. Даже возникла англоязычная расшифровка слова SAI: Spirituality (духовность), Awakening (пробуждение), Inspiration (вдохновение). Сатья Саи Баба критикует западную культуру, утверждая, что в современном мире происходит упадок дхармы — Божественного порядка, западного человека интересуют только приобретения и накопления. Однако это можно исправить путём изменения сознания людей, наполнения их святостью. Это возможно только под руководством Гуру через образование, веру и преданность.
Сатья Саи Баба считает, что распространение духовности в мире является мессианским призванием Индии. Все существующие религиозные доктрины исходят из тех положений, которые впервые были открыты в индуизме. Польза от этих религий есть: служение, которое они предлагают человечеству — это расширение сознания за пределы материальной сферы и воспитание Божественности, которая есть в нём. Но только индуизм основан на принципах адвайты — понимании того, что множественность духовных феноменов есть проявление некоей единой реальности, представлении их разными гранями истинного духовного бытия. Этот факт, по мнению Саи Бабы, определяет неограниченность индуизма географическими рамками страны и принятие его людьми различных национальностей. В учении Сатья Саи Бабы переплетается местная индийская и современная западноевропейская культуры. Изначально учение возникло как сугубо местное индийское явление, основанное на особенностях региональных религиозных традициях. Поэтому многие термины в учении Сатья Саи Бабы происходят из языка телугу — основного языка родного штата Сатья Саи Бабы Андхра-Прадеш. В этой местности с древности было очень распространено религиозное почитание Шивы и Шакти. Некоторые составляющие этих традиций живут там и до сих пор. Например, в стоящих на границах штата трёх храмах хранятся древние линги — овальные сфероиды, являющиеся образом Шивы. Поэтому не случайно Сатья Саи Баба называл сферообразные предметы, вынимаемые им изо рта во время праздников, лингамами (лингамы — очень важная часть в учении Сатья Саи Бабы).
Анализируя проповеди Ветхозаветных пророков, Христа, Будды, Заратуштры и Мухаммеда, Сатья Саи Баба утверждает, что во всех религиях упускается из виду, что Бог — это все формы и все наименования, любые атрибуты и всевозможные характеристики. Подлинная религия — это обобщение всего существенного, что содержится в различных односторонних вероучениях. Он утверждает, что не намерен основывать новую религию, но претендует на то, что его учение универсально и объединяет в себе лучшие достижения всех религий. Итогом трансформации базовых индуистских представлений явилась разработка идей духовности, свободы, любви и сострадания, служащих здесь неким своеобразным аналогом западной психотерапии, при которой высокая духовная направленность и «запредельность» индийской мысли были потеснены в сознании западного человека служебностью и практической применимостью воспринятых идей.
Адаптация и интерпретация идей индийской философии в западной культуре стала возможна благодаря религиозно-мировоззренческому плюрализму, свойственному религии индусов. По мере перерастания индуизма из этнической религии в мировую, в его пантеон включаются божественные персонажи мировых религий, в том числе и основанных на Ветхом Завете: ветхозаветные, христианские и исламские святые. Со стороны некоторых представителей других религий уже нет категорического отрицания Сатья Саи Бабы: по сообщению британской газеты «Гардиан» на его похоронах выступали неназванные христианский священник, исламский имам. Индийская The Hindu сообщила, что, кроме них, во время ведического ритуала свои священные тексты читали иудейский и буддийский священнослужители.

## Претензии на божественность
Сатья Саи Бабе принадлежит мысль: «Уважайте все религии. Прилагайте все усилия для взращивания и укрепления в себе высших духовных помыслов и единства мыслей, слов и поступков». Суть своего учения Сатья Саи Баба выразил так:
Люби всех, служи всем; всегда помогай, никогда не обижай.
Сатья Саи Баба называл себя реинкарнацией гуру Саи Бабы из Ширди, чьё учение представляло собой синтез индуистских и мусульманских верований. В разное время Сатья Саи Баба также объявлял себя воплощением Кришны, Будды, Иисуса Христа, совместным воплощением Шивы и Шакти. В медитативных целях во многих центрах Сатья Саи Бабы используется Распятие Христово. В 1997 году Борис Гребенщиков, будучи в Индии, так отозвался о способностях Сатья Саи Бабы:
…судя по тому, что вижу и слышу, это высоко реализованное существо. Степень его реализации мне неизвестна. Нет сомнений в том, что он совершает какие-то чудеса; по собственному опыту я знаю, что он всеведущ и вездесущ, отсюда и сформировалась моя точка зрения: да, Баба что-то вроде Бога. […] Как человек, специализировавшийся по кафедре мат. статистики, могу сказать: то, чему я был свидетелем, физически нереально и выходит за рамки объяснимого с материалистической точки зрения.
Многие последователи называли Сатья Саи Бабу живым божеством, говорили, что они были свидетелями различных сиддхов (чудес): чтения мыслей, исцеления больных, снятия боли, предсказаний, но особенно материализации различных предметов, от вибхути (священного пепла), колец, ожерелий и часов до массивных золотых лингамов, вытаскиваемых изо рта. На эти события больше обращают внимание иностранцы. Индусы, как правило, относятся к ним как к чему-то второстепенному, отвлекающему от главного — постижения Бога и растворения в нём. Религиоведы Кнорре Б. К. и Каскелло А. отмечали, что:
Последователи Саи Бабы склонны обосновывать божественность своего учителя чудесными фактами. Предполагается, что Саи Баба явился на свет в результате непорочного зачатия. Тело его считается радикально отличным от тел всех остальных людей. Многочисленные свидетели указывают, что Сатья способен проходить через щель слегка приотворенной двери, при этом сама дверь не сдвигается ни на миллиметр; что, несмотря на то что Сатья всегда ходит босиком, ступни его ног остаются чистыми; что он движется не по самой земле, а примерно в полумиллиметре над ней, что его неоднократно видели одновременно в разных местах в физическом теле, что его рост постоянно меняется, хотя обычно он ниже среднего, но иногда кажется своем ученикам необыкновенно высоким, что во время интервью он нередко становится моложе лет на двадцать, что в процессе разговора может меняться цвет кожи Сатьи — от обычного серовато-синего или иссиня-чёрного до белого или вовсе несвойственного людям голубого цвета, а при материализации лингамов лицо его становится красным. Основными материальными продуктами деятельности Саи Бабы являются лингамы — мужские половые органы, которые Сам Баба публично извлекает из своего рта, и вибхути — пепел,  изготавливаемый в ашраме Саи Бабы путём одновременного сожжения навоза и сандалового дерева и благословлённый Саи Бабой. Этот очень дорогой пепел раздаётся присутствующим на собрании после завершения пения мантр в небольших количествах, адепты Саи Бабы стремятся, чтобы ни одна крупица его не пропала, поэтому обтирают им лицо и руки, а нередко и проглатывают.
Согласно сообщению The Independent, знаменитый игрок в крикет Сунил Гаваскар во время турне по Австралии был несколько дней тяжело болен. Когда мать прислала ему немного священного пепла вибхути, он помазал им себя. По его словам, через несколько часов он встал и был готов к соревнованиям. Другой случай исцеления описан в индийской газете Hindustan Times:
«Рака нет», черкнул на листке бумаги Саи Баба из Путтапарти, когда лидер Индийской народной партии Яшвант Синха пришёл к ему на встречу. Врачи Синха поставили ему диагноз рак и рекомендовали большую операцию. Синха посчитал слова Бабы пророческими и решил не рисковать. Он пошёл на «мягкие процедуры» и химиотерапию. И теперь он чист. «Все из-за Бабы» — считает Синха. Синха никогда не был тем, кого он называет «мгновенным преданным». Впервые он встретился с Саи Бабой в 1992 году вместе с бывшим премьер-министром Чандра Шекхар. «Тогда меня вело любопытство, а не вера».
Ещё один случай описывает американский Newsweek:
Махарадж Кришна Расготра, бывший министр иностранных дел Индии, помнит точно этот день почти 30 лет назад, когда он стал приверженцем Сатьи Саи Бабы, самого знаменитого живого святого Индии. За эти годы правительственный чиновник часто был свидетелем того, как Баба совершал своё фирменное чудо — производство из воздуха горы вибхути, священного пепла, которому его преданные приписывают целебные свойства. Но это было в 1986 году, когда Расготра испытал силу прямого вмешательства Бабы. После сердечного приступа Расготра лежал в больнице в палате реабилитации. Среди снующих врачей и медсестер он увидел Бабу, хотя святой был за тысячи миль. Когда врачи сказали, что ему необходимо шунтирование, чтобы избежать фатальных атак, Расготра проконсультировался у Бабы в человеческом облике, который сказал, что ему это не нужно. Расготра отказался от операции и сегодня, в 75 лет, он регулярно играет в гольф 18 лунок. «Я полностью верю в Бабу», говорит Расготра.
Корреспондент газеты «Аргументы и Факты». Ольга Костенко-Попова приводит рассказ:
Знаешь, моя тётя не могла забеременеть до пятидесяти лет. Приехала к Саи Бабе, попала на приватную аудиенцию и взмолилась: „Саи Баба, сделай мне ребенка!“ Тот только ухмыльнулся: „Прямо сейчас, что ли?“, а через год она родила мальчишек-близнецов», — рассказала англичанка, летевшая вместе со мной из Дели в Бангалор.

## Приверженцы
Практически на протяжении всей своей долгой жизни Сатья Саи Баба общался с паломниками два раза в день: в 7-8 утра и в 4 часа дня. В эти минуты он ходил мимо людей, иногда бросавшихся целовать ему ноги, собирая письма с прошениями к нему и удостаивая последующей аудиенции (так называемых «интервью») лишь нескольких из избранных. При этом для него было все равно, кто перед ним — простой строитель или великий певец. Так, приехавшего к нему Джона Леннона Сатья Саи Баба в своё время не принял, как тот ни настаивал. Каждый год в Прашанти Нилайям проходили три праздника: Дуссехра, День рождения Бабы и Махашиваратри.
По данным The New York Times Сатья Саи Баба имеет последователей в 178 странах мира. Число последователей Саи Бабы трудно определить. По данным сторонников Саи Бабы, их число составляет около 100 млн человек. В независимых источниках указывается их разная численность: 6 млн, 20 млн и даже «близко к 100 млн» человек. В течение многих лет к Сатья Саи Бабе приезжали сотни тысяч паломников, чтобы встретиться с ним, получить его даршан. Неоднократно паломники были свидетелями многочисленных чудес Сатья Саи Бабы: исцеления больных, материализации различных предметов, в том числе из золота и драгоценных камней. Среди приверженцев Сатья Саи Бабы — президенты и премьер-министры, другие высшие должностные лица Индии и отдельных штатов, их официальные визиты были одной из эксцентричных черт общественной жизни Индии, звёзды Болливуда, королева Бельгии, члены Испанской королевской семьи, несколько бывших премьер-министров Греции
, бывшие премьер-министры Италии Джулио Андреотти и Беттино Кракси,
бывший диктатор Уганды Иди Амин. Сатья Саи Баба был популярен в музыкальной среде: к нему приезжали члены группы Битлз Джордж Харрисон, Джон Леннон, известный индийский композитор и исполнитель Рави Шанкар, виолончелист Мстислав Ростропович, певец Юлиан,
популярный poк-музыкант, создатель группы «Аквариум» Борис Гребенщиков, Максим Леонидов. Одним из самых известных
приверженцев Сатья Саи Бабы является американский бизнесмен Айзек Тайгретт, основатель всемирно известной сети Hard Rock Cafe. Последователями Саи Бабы являются президент Венесуэлы Николас Мадуро и его жена.
По утверждению посла РФ в Индии, члена Международного центра Рерихов А. М. Кадакина, Святослав Рерих и его жена Девика Рани были близкими друзьями Сатья Саи Бабы. Согласно другим источникам, Рерихи виделись с Саи Бабой всего лишь несколько раз. Далай-лама XIV, а также лидер нового религиозного движения «Церковь последнего завета» Виссарион также встречались с Сатья Саи Баба. К почитателям Саи Бабы причисляют герцогиню Йоркскую Сару Фергюсон, жену президента Казахстана Нурсултана Назарбаева Сару Назарбаеву, сестру бывшего шаха Ирана. Среди побывавших в ашраме — совершивший первую высадку на Луну американский астронавт Нейл Армстронг, актёр Стивен Сигал, телеведущий, пропагандист здорового образа жизни Геннадий Малахов, офтальмолог Эрнст Мулдашев,
победитель «Битвы экстрасенсов» Владимир Муранов, считающий Сатью Саи Баба своим главным учителем.
Особую известность среди последователей получил бывший католический священник из Италии Марио Мацциолени, пытавшийся показать идентичность учения Сатья Саи Бабы и Иисуса Христа. За это он был отлучён от католической церкви.
16 марта 2010 года стала известна новость о том, что в Глазго приверженцы Саи Бабы и их сын покончили жизнь самоубийством, выпрыгнув с 15 этажа высотного здания. По информации местных СМИ, погибшие остались без денег и обязаны были в ближайшее время выехать из квартиры. Кроме того, над ними нависла угроза депортации. По другим данным, проживая в Лондоне, семья Серых совсем не бедствовала, имея современные телевизор, приставки, ноутбуки и оргтехнику. Квартиру российские эмигранты снимали в районе парка Уэмбли за 1250 фунтов в месяц. И при этом глава семьи нигде не работал. По мнению журналиста газеты «Комсомольская правда в Канаде» Эвелины Азаевой:
Все это слухи, разговоры в русской общине Торонто. Правда или нет, теперь не узнаешь. Как и причину смерти Татьяны и Сергея. Странности этой пары делают её гибель в глазах знакомых не такой уж удивительной. Но и версию об убийстве исключать нельзя — и странных людей убивают…

## Ашрамы Сатья Саи Бабы
Современный ашрам — это небольшой город со всей необходимой инфраструктурой, отвечающей требованиям паломников со всего мира. При жизни Сатья Саи Бабы в ашрам приезжали тысячи паломников со всего света, чтобы получить даршан — лицезрение живого бога. В ашрамы Сатья Саи Бабы может приехать и остановиться любой желающий человек, независимо от своего вероисповедания и национальности. Существует три основных ашрама Сатья Саи Бабы, все они находятся в Индии.[уточнить]
Ашрам Прашанти Нилаям(en:Prasanthi Nilayam), или «Обитель высшего покоя», располагается на огороженной территории в районе небольшого города Путтапарти (en:Puttaparthi). На территории ашрама находится зал Саи Кулвант, неофициально называемый просто Мандиром, где происходили встречи с Сатья Саи Бабой и в котором теперь покоится его тело. В нём может одновременно разместиться сидя на полу до 15 тыс. человек. Также на территории ашрама располагаются несколько храмов, гостиничные комплексы и столовые, концертный зал и торговый комплекс.[уточнить] В ашраме находится академия ведических и санскритских исследований. В ашраме помимо временных паломников на постоянной основе проживает около 700 человек.

## Организация служения Шри Сатья Саи
В 137 странах мира функционирует около 2000 центров и отделений Организации служения Шри Сатья Саи. Религиовед Б. К. Кнорре писал, что для организации «очень доходной является продажа вибхути», а также что «определённый доход центрам приносит продажа печатной продукции (в том числе распространение по почте за предварительную оплату отдельных изданий)». Ещё Б. К. Кнорре отмечает, что «главным центром ОССБ становится основанный Саи Бабой ашрам в Путтутапартхи, который посещают все желающие, в том числе и последователи гуру (акция платная)».
Состояние Сатья Саи Бабы в форме благотворительного фонда оценивается в 8,9 миллиарда долларов. Только в 2009 году Sathya Sai Trust получил из-за границы пожертвования на общую сумму 19,5 миллиона долларов.
Одним из самых известных спонсоров Сатья Саи Бабы является американский бизнесмен Айзек Тайгретт, основатель всемирно известной сети Hard Rock Cafe. После смерти Сатья Саи Бабы в результате инспекций в его личных комнатах было обнаружено наличных денег на общую сумму 146,4 миллиона рупий (3,2 миллиона долларов США), золотых изделий общим весом 141,1 кг, серебряных изделий общим весом 2170 кг, большое количество наручных часов, обуви, одежды и другие материальные ценности. Центральный Фонд Сатья Саи признал все эти ценности своими активами. Сатья Саи Баба и его последователи основали несколько организаций, занимающихся благотворительной деятельностью: строительством школ и больниц, проведением других гуманитарных проектов, вкладывая во всё это деньги, которые он получал в качестве пожертвований.

## Благотворительная деятельность
Саи Баба призывал своих учеников служить миру лично, всегда оказывать помощь тем, кто в ней нуждается, и ни в коем случае не поощрять леность. Не раздавать деньги неимущим, а строить для них дома и покупать им одежду, а потом помогать налаживать нормальную жизнь. В 1981 году все три учебных заведения достигли статуса университета и образовали единый Университет Шри Сатья Саи. Во всех учебных заведениях Шри Сатья Саи внимание уделяется не только академическому обучению, но и становлению характера, развитию нравственности и духовности учащихся[уточнить]. Обращаясь к вкладу Сатья Саи Бабы в образование, экс-президент Индии Абдул Калам пишет:
Баба знал чаяния бедных сельчан и считал обязательным, чтобы образование в школах и колледжах, основанных Трастом Шри Сатья Саи, было бесплатным.
Примечательно, что Международные институты Сатья Саи в равной степени способствуют развитию ума, сердца и тела. Всё это достигается посредством интегрального образования, в котором акцент в равной степени делается как на здоровье тела, активность и остроту ума, а также чистоту сердца. […]
Опыт показал, что ведущие организации и компании стоят в очереди за студентами Саи. Говорят, что студенты, нанятые на работу в эти компании, привносят в рабочую этику атмосферу умиротворённости, а также вселяют командный дух, руководствуясь подходами, основанными на общечеловеческих ценностях применительно ко всем аспектам организационной деятельности.
По словам экс-президента Индии Абдула Калама, до 80-х годов основная доля специализированных госпиталей в Индии приходилась на городские зоны. Из-за коммерциализации они обслуживали лишь прослойку богатых городских жителей. Это стало серьёзным пробелом в отношении доступности здравоохранения среди богатых и бедных людей, а также между сельским и городским населением. По инициативе Саи Бабы было построено четыре госпиталя. Все эти госпитали предоставляют бесплатную медицинскую помощь, в них нет кассы для оплаты услуг. В 1976 году Саи Баба обеспечил завершение строительства узкоспециализированного госпиталя в Вайтфилде. Сегодня госпиталь расширился, в нём работает много специалистов, и он принимает более 500 пациентов ежедневно. 22 ноября 1991 года в Прашанти Нилаям состоялось открытие большого многопрофильного госпиталя на 500 коек. Он был построен при организационном и финансовом участии бывшего владельца Hard Rock Cafe американского приверженца Саи Бабы Айзека Тайгрета, пожертвовавшем 108 млн долларов Архитектором и дизайнером проекта выступил Кит Критчлоу (англ. Keith Critchlow), директор Института архитектуры принца Уэльского.. Специалисты в области хирургии из известных госпиталей Индии и зарубежных стран на добровольной основе приезжали в Путтапарти, оставляя свою постоянную работу, чтобы бесплатно проводить операции. Аналогичная картина наблюдалась и с медсестринскими службами.
Сатья участвовал в создании домов для престарелых. Дома для престарелых функционируют в Кадугоди, Бангалоре и Анантапуре. Проживающим предоставляется бесплатно кров, питание и медицинская помощь. Там же построены центры проведения культурных программ.
Организация Шри Сатьи Саи Бабы занималась реализацией проектов по водоснабжению населения чистой питьевой водой. В марте 1995 года началось осуществление проекта стоимостью 75 млн долларов по водоснабжению Анантапурского округа под названием «Проект Шри Сатья Саи по обеспечению питьевой водой». Он охватывал 730 населённых пунктов, в которых проживает свыше миллиона человек. Спустя год после проведения работ все сооружения, связанные с водоснабжением, были переданы жителям штата в дар. Из небольшой деревни рыбаков и ткачей на берегу океана в штате Тамил Наду разросся шумный мегаполис Ченнаи (быв. Мадрас) с населением 8 миллионов человек. Однако в нём остро не хватало пресной воды. По состоянию на 2002 год при потребности города в 750 тыс. м³ пресной воды в день он получал всего лишь 250 тыс. м³. Вода по старому каналу Телугу Ганга из реки Кришна в соседнем штате Андхра-Прадеш не достигала Ченнаи из-за его плохого состояния: просачивания и эрозии. В 2002 году Центральный траст Шри Сатья Саи взялся за проект модернизации существующей инфраструктуры канала Кандалеру-пунди. Целью этого проекта был восстановление пришедшего в упадок канала и одновременное увеличение размеров водохранилища Кандалеру, что обеспечивало бы гарантированную поставку воды в Ченнай (население которого составляло тогда около 5,5 млн человек), а также помощь в орошении 300 тысяч акров земли в округах Неллуру и Читтур штата Андхра-Прадеш.

## Положительные отзывы
В заявлении Генерального консульства Российской Федерации в Ченнаи (Индия) по поводу кончины Сатья Саи Бабы, он назван самым почитаемым на рубеже тысячелетий духовно-религиозным деятелем Индии.
Абдул Калам:
Я восхищаюсь Сатья Саи Бабой за Его бескорыстную работу и вклад в деле процветания людей путём обеспечения питьевой водой сельского населения, а также бесплатного лечения бедных сельчан и бесплатного высшего образования. […] Пока правительство активно занималось возможностью обеспечения граждан Индии данными ресурсами, Баба на протяжении 4-х десятков лет очень чутко реагировал на главные нужды населения Индии, в частности людей, проживающих в штате Андхра-Прадеш и Карнатака.
Парламент республики Венесуэла:
Невозможно отрицать огромную духовную, культурную, социальную и благотворительную работу Сатья Саи Бабы, которая включает учреждение благотворительных институтов социальной солидарности, образования и здравоохранения, таких как университеты, специализированные госпитали и бесчисленные акты служения бедным в Индии и за границей, включая «Unidad Educativa Colegio Valores Humanos» Шри Сатья Саи организации в Боливарианской республике Венесуэла, расположенный в сельской местности Абеджалес (Abejales) муниципалитета Либертадор (Libertador) штата Тачира (Táchira).
Министр иностранных дел Индии Соманахалли Маллайя Кришна:
Мне посчастливилось долгие годы общаться с Сатья Саи Бабой. Самым поразительным в нём было то, как он умел сочувствовать и любить. С какой теплотой относился к людям. Он служил им, да, его религией было служение человечеству.

## Критика
Пушпа М. Бхаргава, бывший вице-председатель Национальной Комиссии Знаний (National Knowledge Commission), бывший член Национального Совета по безопасности:
Что касается его действий в сфере благотворительности, надо сказать, что в стране существует бесчисленное количество людей, которые занимаются этим для того, чтобы избежать ненужного внимания к их богатству, приобретённому сомнительным путём. Его огромное богатство никогда не было прозрачным
Среди известных критиков Сатья Саи Бабы выступают как учёные — американский философ и социолог Дэвид Кристофер Лэйн (англ. David C. Lane), индийский физик Хосур Нарасимхайа (англ. Hosur Narasimhaiah), австралийский учёный-переводчик Брайан Стил (англ. Brian Steel), индийский рационалист Абрахам Ковур (англ. Abraham Kovoor), индийский рационалист и скептик, Президент Федерации ассоциаций индийских скептиков, ассистированный профессор (доцент) биохимии в Центре фундаментальных наук Медицинского колледжа Кастурбы при Университете Манипала доктор Нарендра Наяк (англ. Narendra Nayak), так и известные иллюзионисты — Джеймс Рэнди и Продип Соркар (англ. P. C. Sorcar, Jr.) Александр Дворкин утверждает, что учение Саи Бабы представляет собой тоталитарную секту псевдоиндуизма
и псевдовосточный деструктивный культ
Дворкин и кандидат богословия, доцент ПСТГУ пресвитер Михаил Плотников по поводу чудес Саи Бабы писали:
Пророчества, воскрешение мёртвого в Рождество по смиренной молитве вдовы, а также требование веры и загробный суд — все эти евангельские аллюзии рассчитаны на «религиозных туристов» из стран Запада, составляющих значительную часть поклонников Саи Бабы. Да и они сами склонны воспринимать Саи через призму христианства. Впрочем, и среди индуистов распространено народное почитание Саи Бабы. Если он не отвергает индуизм ни на бытовом, ни на теоретическом уровне, жертвует на храмы и к тому же творит чудеса, почему бы не воздать ему поклонение как богу? Богов много, аватар тоже хватает — кто его разберёт?
Журналист Линн Уоллис отмечает, что в 1997 году по ирландскому и австралийскому телевидению была показана известная передача «60 минут», в которой рассказывалось о злоупотреблениях, происходящих в ашраме Саи Бабы: о вопиющем санитарном состоянии «образцовой» больницы, построенной на пожертвования западных последователей, о якобы высоких ценах на лечение, из-за которых на 80 % больничные палаты оказывались пустыми из-за недоступности для большинства индийцев, о подозрениях в криминальной трансплантологии, в ходе которой у пациентов якобы крали органы, и затем перепродавали за рубеж богатым арабам.
Российский востоковед и индолог, доктор исторических наук, ведущий научный сотрудник Центра индийских исследований Института востоковедения РАН Б. И. Клюев относит Саи Бабу к «реактивным гуру» (англ. jet-guru), «бизнес-гуру» и «кока-кола-гуру», говоря о несвойственной для традиционного гуру роскоши, в которой жил Саи Баба и подобные ему. И отмечает следующее:
Традиционный индийский гуру был отшельником, доступ к которому имели только ближайшие ученики. Сегодняшние же бизнес-гуру с их агентами по рекламе, пресс-конференциями и даже с периодически раздражающими скандалами выступают в роли звёзд поп-религии. Достигнув материального процветания, гуру строят в живописных уголках страны роскошные обители ашрамы, которые отличаются изысканной архитектурой, оборудованы по последнему слову техники (кондиционированные «пещеры» для медитации, телевизоры, цветомузыка) и нередко имеют свои собственные взлётно-посадочные площадки. Подобно типичным нуворишам, процветающие «реактивные» гуру любят выставлять напоказ символы своего богатства. У Бхагавана Раджниша — это кремовые «роллс-ройсы», у Саи Бабы — алые «мерседесы», у Дхирендры Брахмачари — бело-голубой самолёт…
Некоторые учёные отмечают, что Сатья Саи Баба лишь считал себя всеведущим и всемогущим, хотя и отказывался сам прекратить страдания человечества, говоря, что они должны иметь место: «Главное, о чём я вас прошу, — это покориться мне целиком… Отдать мне ваш разум, ваше сердце, вашу душу…» Критики отмечают, что, несмотря на провозглашавшееся всеведение Сатья Саи Бабы, имели место случаи, когда он допускал как фактологические ошибки, так и смысловые и логические противоречия в высказываниях.
Очень много вопросов о всезнайстве Саи Бабы вызвал случай с семилетним «чудо-мальчиком» Саи Кришной, который комиссией учёных из Бангалорского университета (англ. Bangalore University), образованной для расследования чудес и предрассудков, был уличён в мошенничестве с материализацией пепла, причём его родители и он сам утверждали, что эти способности дал сам Саи Баба. Большего всего было не ясно, как всеведающий и всезнающий человек, как себя провозглашал Саи Баба, мог позволить одной семье в течение целых 8 месяцев обманывать весь мир и обманом вовлечь в число своих адептов сотни людей. Причём комиссия Бангалорского университета (англ. Bangalore University) неоднократно направляла запросы к Саи Бабе с просьбой дать учёным проверить подлинность совершаемых им чудес, но Саи Баба им в этом отказал.
Исландский исследователь профессор Эрлендур Харальдссон (англ. Erlendur Haraldsson) опросил 29 человек с целью проверить способности Сатья Саи Бабы к чтению мыслей. Из них 19 человек сообщили, что он сделал это правильно, пять — частично верно. Вместе с тем одна женщина, которой Сатья Саи посоветовал выйти замуж, была уже замужем.
В 2012 году Дворкин читал лекцию Томском государственном университете, где среди прочего вспомнил о смерти Саи Бабы:
Прошлой весной я принимал участие в одном из очередных ток-шоу на Центральном телевидении. Оно было посвящено смерти Саи Бабы <...> Дело в том, что Саи Баба, "бог во плоти", он обещал, что он умерёт в 2022 году. Но вот незадача - умер в 2011-м <...> И дама там сидела, — одна из руководительниц саи-бабистской организации в России, — она сказала, что вы знаете, для нас тоже серьёзная проблема, потому что мы знаем, что он — бог. Бог не ошибается. С другой стороны он сказал, что умрёт в 2022 году. Значит вроде бы получается, что он ошибся. Но этого не может быть по определению, потому что бог не ошибается. И мы думали, и мы придумали: если считать по лунному календарю, то получается совсем по-другому. И сейчас, говорит, в Индии астрологи уже считают. И один астролог уже досчитался, что сейчас по лунному календарю 2018 год, а другой досчитался, что сейчас 2025 год. Вот, говорит, погодите, ещё немножко посчитают и как раз досчитают до 2022-го. Это вот типичная сектантская реакция, понимаете: метод всегда прав; если что-то не получается, проблема в нас, не проблема в методе...

### Фокусничество
Скептики утверждают, что примерно 60 % всех чудес, демонстрируемых Саи Бабой, могут быть объяснены как фокусы, хотя и свидетельствуют о высочайшем профессионализме исполнителя, и называют его мошенником Имеется большое количество записей видеовыступлений Саи Бабы, где показано, в какое мгновение происходит манипуляция..
Так американский иллюзионист Джеймс Рэнди по поводу выступлений Саи Бабы с материализацией предметов сказал следующее:
Экспертиза плёнок и видеокассет с выступлениями Саи Бабы показала обычную ловкость рук, из того же набора, каким пользуются jaduwallahs или «уличные фокусники». Саи Баба никогда не давал возможности проверить его способности под чутким наблюдением, поэтому его деятельность совершенно не доказана. Расчётливость видна и здесь. Ведущий индийский разоблачитель деятельности «сверхчеловеков», наводнивших страну, известный Премананд, повторяет все трюки Саи Бабы и разъезжает по всему миру показывая их.
Басава Премананд подавал иск в суд на Саи Бабу с обвинением в нарушении закона о Контроле за оборотом золота при материализации золотых ожерелий из воздуха без разрешения администрации Управления по обороту золота. Когда дело было прекращено, он подал апелляцию на основании того, что духовная сила не признается в законе.
Индийский иллюзионист Продип Соркар (англ. P. C. Sorcar, Jr.) под чужим именем посетил одно из выступлений Саи Бабы и смог полностью повторить все его опыты с материализацией предметов, чем вызвал гнев Саи Бабы и по его личному распоряжению был принудительно выгнан с мероприятия.
Индийский фокусник Нираджан Матур и известный знаток хатха-йоги Л. С. Рао в передовице американского еженедельника Current от 11 сентября 1976 года единодушно заявили, что все чудеса Саи Бабы являются обыкновенной ловкостью рук. А Нираджан Матур даже бросил вызов Саи Бабе, что готов стать на всю жизнь рабом Саи Бабы, если тот сумеет объяснить сверхъестественную природу своих «чудес», и сказал, что:
Я могу поймать их [называющих себя богами] на трюках, если мне позволят осмотреть их руки перед тем, как они совершат свои так называемые чудеса. Но они не смогут поймать меня, когда я буду делать фокусы.
Британский профессор музыки Дэвид Бэйли, бывший в течение 5 лет последователем Саи Бабы, выяснил, что материализуемые Саи Бабой «драгоценности» на поверку оказываются ничего не стоящими безделушками, которые приобретаются в основном в Бангалоре и Хайдерабаде, а иногда и в самой деревне Путтапарти. Бэйли особо отмечает, что «золотое» кольцо с огромным 64-гранным «бриллиантом», которое для него «материализовал» Саи Баба после проверки у ювелира, который, как выяснилось, часто имел дело с поддельными драгоценностями «от Саи Бабы», оказалось дешёвой и низкопробной подделкой.
А. Л. Дворкин и кандидат богословия, доцент ПСТГУ, пресвитер Михаил Плотников отмечают, что «священный пепел» (вибхути) Саи Баба заранее заготавливал из сожжённого сухого коровьего навоза, примешивая к нему тёртое сандаловое дерево, а затем скатывает в крохотные шарики, которые зажимает между пальцами и, перекладывая из одной руки в другую передаваемые посетителями записки, в нужное мгновение растирает и раздаёт. А по поводу «материализации» лингамов пишет, что лингам заранее вкладывает в носовой платок, а затем будто бы выпадает изо рта Саи Бабы. А часы и украшения, которые он прячет в складках одежды, заранее передавались помощниками.

### Странная смерть в ашраме
Некоторые исследователи отмечают, что в ашрамах имели место и убийства, но они не получили широкой огласки.
Так известный индийский рационалист и скептик, Президент Федерации ассоциаций индийских скептиков, ассистированный профессор (доцент) биохимии в Центре фундаментальных наук Медицинского колледжа Кастурбы при Университете Манипала доктор Нарендра Наяк (англ. Narendra Nayak) опубликовал в Indian Skeptic статью о странной гибели 20 января 1987 года одного из учащихся неполного колледжа, в деревне Элайки недалеко от Бангалора находящегося под опекой Satya Sai Lokashikshana Trust по имени Локаййа Пуджари (англ. Lokayya Pujari). Руководство колледжа поспешило объявить, что данный случай был самоубийством, к которому оно не имеет никакого отношения.
Однако Наяк высказывает по этому поводу сомнение, ввиду того, что Пуджари отсутствовал в течение 2 дней, причём непонятно было, как мальчик смог бесшумно покинуть спальню и сам колледж, не нашумев. Также, по мнению Наяка, было странным, что обнаруженное тело Пуджари было не кремировано, как полагается делать в Индии, а погребено в земле. Причём тело, включая лицо, было подвергнуто сожжению лишь спереди. Также Наяк отмечает, что на месте обнаружения тела не было никаких следов на земле от вероятной агонии, которая бы наверняка наступила, если бы Пуджари попытался покончить жизнь самоубийством через самосожжение керосином. После поступления в полицию анонимного письма, где сообщалось, что Пуджари был убит, было начато расследование обстоятельств трагедии. Согласно данным Наяка, Локаййа Пуджари сообщил администрации колледжа о том, что несколько учащихся, во время отсутствия преподавателей, тайком пронесли в общежитие мясо и алкоголь, впоследствии употребив. Против провинившихся учащихся были приняты дисциплинарные меры. После случившегося провинившиеся учащиеся подрались с Пуджари, мстя за донос. Директор колледжа, проводя дознание по обстоятельствам произошедшей потасовки между Пуджари и указанными учащимися, по предположению Наяка, ударил Пуджари, из-за чего тот умер на месте. Директор, и помогавшие ему проводить дознание, решив скрыть такую явную улику, как труп, вынесли тело Пуджари в известное место и, по предположению Наяка, облили керосином и попытались подстроить обстоятельства смерти под самоубийство.
При этом Наяк предполагает, что вина в произошедшем целиком лежит на Саи Бабе и его ближайшем окружении, которые, по данным Наяка, использовали учащихся для гомосексуальных половых сношений, а Локаййа Пуджари об этом был хорошо осведомлён и мог сообщить, поэтому, по мнению Наяка, Саи Бабе пришлось избавиться от опасного свидетеля.

### Подозрения в сексуальных домогательствах
В 1976 году бывший последователь Саи Бабы Тэл Брук (англ. Tal Brooke) написал книгу «Князь тьмы: невидимая сторона Саи Бабы» (Avatar of the Night: The Hidden Side of Sai Baba), и ещё ряд книг, где рассказал о своём сексуальном рабстве у Саи Бабы в 1970—1971 годах, который, по словам Брука, во время личных собеседований обнимал его и пытался рукой вызвать возбуждение. В 1980 году несколько членов организации Саи Бабы провели личное расследование, вызванное магнитофонными записями группы студентов-индийцев из Малайзии, сообщавших, что они во время пребывания в ашраме подвергались сексуальным домогательствам со стороны Саи Бабы
В январе 1992 года появились сведения о том, что весной 1990 года Саи Баба домогался Кита Орда (Keith Ord), приехавшего в ашрам из Великобритании, в форме объятий и массирования его гениталий. Тогда же группа американских последователей, приехавшая под руководством Роджера Делано Хинкинса (англ. Roger Delano Hinkins), была принята Саи Бабой, и все пять минут собеседования проходили в виде «намазывания гениталий маслом» участникам группы.
В декабре 1998 года один из учеников Саи Бабы написал открытое письмо, где сообщил о сексуальных домогательствах к несовершеннолетним, в ходе которых Саи Баба под видом обучения духовности обнимал и целовал мальчиков, ласкал и массировал их половые органы. В 1999 году американский последователь Саи Бабы Джед Джейран опубликовал в газете The Sunday Age заявление, в котором сообщил, что в 16-летнем возрасте подвергался домогательствам сексуального характера со стороны Саи Бабы.
В 2000 году в авторитетном индийском журнале India Today были опубликованы свидетельства нескольких бывших последователей Саи Бабы, в которых они выступали с обвинениями в гомосексуальных и педофилических сексуальных домогательствах со стороны своего гуру. Так бывший президент Центра Саи Бабы в южно-центральном регионе США заявлял, что его сын Сэм Янг с 16 лет в период с 1977 по лето 1999 года подвергался сексуальным домогательства со стороны Саи Бабы. По словам Янга, Саи Баба заставлял мальчика делать ему минет, а также сам занимался с ним оральным сексом. Австралийский последователь Саи Бабы Ханс де Крекер (англ. Hans de Kraker), по его свидетельству, данному письменно и под присягой, был несколько раз принуждён Саи Бабой к оральному сексу после того, как из уважения приветствовал Саи Бабу поклоном и целованием стоп. Немецкий последователь Саи Бабы Ян Сейти (англ. Jens Sethi), также давший свидетельство письменно и под присягой, сообщил, что Саи Баба в течение долгого времени целовал его в губы, а также пытался вызвать рукой у него эрекцию. Шведский киноактёр Конни Ларсен (англ. Conny Larsson), бывший последователем Саи Бабы в течение 21 года, рассказал, что Саи Баба умащивал ему гениталии, занимался с ним мастурбацией и оральным сексом, также предлагал Ларсену сделать то же самое ему. Хари Сампат (англ. Hari Sampath), инженер из Чикаго, бывший добровольный член отдела безопасности ашрама Саи Бабы с 1992 по 1995 годы, отметил следующее:
Я услышал об этих педофилических действиях. Я расследовал их и обнаружил, что все они имели место. Тогда было так, будто я знал, что я должен обнародовать это все.
После выступлений Конни Ларсена в Швеции была закрыта школа Саи, и прекратило свою деятельность Общество Саи Бабы. В 2000 году ЮНЕСКО официально отказалась от участия в международной образовательной конференции, посвящённой воспитанию общечеловеческих ценностей, которую планировалось провести в ашраме Сатья Саи Бабы. Как указывалось в официальном пресс-релизе ЮНЕСКО, одной из причин являлось широкое распространение обвинений в сексуальных злоупотреблениях в адрес Сатья Саи Бабы. В 2002 году группа бывших последователей Сатья Саи Бабы начала сбор подписей под международной петицией, призывающей к независимому расследованию деятельности Сатья Саи Бабы и его организации. В конце 2009 года под петицией стояло свыше 1400 подписей людей со всего мира, собранных за 8 лет. В 2004 году Би-Би-Си транслировало в Великобритании и по всему миру, включая Индию, несмотря на попытки последователей Сатья Саи Бабы воспрепятствовать показу фильма, критический документальный фильм о Сатья Саи Бабе «Секретный Свами» (англ. Secret Swami). В фильме бывшие последователи Саи Бабы обвиняют его в принуждении к сексуальным отношениям с ним многочисленных мальчиков и юношей, а также мошенничестве посредством фокусов. В фильме также говорится о не расследованном до конца убийстве 6 человек в комнатах Сатья Саи Бабы 6 июня 1993 года. Несмотря на резко отрицательную реакцию в связи с показом фильма «Секретный Свами», никаких судебных исков с обвинениями в клевете по отношению к BBC ни от самого Сатья Саи Бабы, ни от его организации не поступало.
Официальных обвинений в сексуальных домогательствах, тем более в сексуальном насилии, к Саи Бабе предъявлено не было. Некоторые верят, что это особые тантрические приемы пробуждения кундалини — особой энергии, сосредоточенной в основании позвоночника. В январе 2005 года один из участников фильма «Секретный Свами» гражданин США Алайя Рам (англ. Alaya Rahm) (также известный как Сэм Янг англ. Sam Young) подал иск в калифорнийский суд против Организации Сатья Саи Бабы в США. Судебное разбирательство было намечено на 28 апреля 2006 года, но не состоялось, поскольку 7 апреля 2006 года иск был отозван истцом по взаимному согласию сторон.

## Ответ на критику
Высказывается мнение, что усиление нападок на Саи Бабу связано с перипетиями предвыборной борьбы на западе. Сначала скандал разразился в тот момент, когда Альберт Гор, давний знакомый Саи Бабы, начал опережать Джорджа Буша-младшего в предвыборной гонке. А спустя год английская пресса вспомнила о педофилии, когда ещё один почитатель Саи Бабы, принц Чарльз, заговорил о женитьбе на Камилле Паркер-Боулз. Сам Саи Баба игнорировал обвинения, называя их «карканьем ворон» и призывая верить делам, а не словам. Бывший премьер-министр Индии, коммуналист Атал Ваджпаи неоднократно выступал в защиту Саи Бабы и в одном из официальных писем заявил:
Нападки на Саи Бабу нелепы, опрометчивы и надуманы.
Хотя примерно 60 % всех чудес, демонстрируемых Саи Бабой, могут быть объяснены как фокусы, пусть и требующие высокого мастерства, однако оставшиеся 40 % необъяснимы и относятся к классу аномальных явлений. Глава Международной организации Саи Бабы Майкл Голдштейн (англ. Michael Goldstein) признаётся, что наслышан об обвинениях против Саи Бабы, но не верит:
Моё сердце и моя совесть говорят мне, что это невозможно.